# Тавровское сельское поселение
Тавро́вское се́льское поселе́ние — муниципальное образование в Белгородском районе Белгородской области России.
Административный центр — село Таврово.

## История
Тавровское сельское поселение образовано 20 декабря 2004 года в соответствии с Законом Белгородской области № 159.

## Население
| 2010  | 2011  | 2012    | 2013  | 2014  | 2015  | 2016  | 2017  | 2018  |
| ----- | ----- | ------- | ----- | ----- | ----- | ----- | ----- | ----- |
| 5267  | ↗5270 | ↘5216   | ↘5149 | ↘4987 | ↘4820 | ↘4710 | ↘4628 | ↗5068 |
| 2019  | 2020  | 2021    |       |       |       |       |       |       |
| ↗5695 | ↗5976 | ↗13 956 |       |       |       |       |       |       |

## Состав сельского поселения
| № | Населённый пункт | Тип населённого пункта       | Население |
| - | ---------------- | ---------------------------- | --------- |
| 1 | Соломино         | село                         | ↗364      |
| 2 | Таврово          | село, административный центр | ↗13 592   |